# Arrojo (Fonsagrada)
Arrojo (llamada oficialmente San Martín de Arroxo) es una parroquia española del municipio de Fonsagrada, en la provincia de Lugo, Galicia.

## Otras denominaciones
La parroquia también es conocida por el nombre de San Martiño de Arroxo.

## Organización territorial
La parroquia está formada por doce entidades de población:

### Entidades de población
Entidades de población que forman parte de la parroquia:
- Brancio
- Caleiro (O Caleiro)
- Candelos
- Castro de Arroxo
- Erbellais (Ervellais)
- Novío
- Río de Bangos
- San Martín
- Veiga (Veiga de Arroxo)
- Vilamaior

### Despoblados
Despoblados que forman parte de la parroquia:
- Abade
- Río de Toxos

## Demografía
| Gráfica de evolución demográfica de Arrojo entre 2000 y 2019 |
|                                                              |
| Datos según el nomenclátor publicado por el INE.             |